# Лара Дейвенпорт
Лара Дейвенпорт  (англ. Lara Davenport, 22 грудня 1983) — австралійська плавчиня, олімпійка.

## Виступи на Олімпіадах
| Олімпіада  | Дисципліна                      | Місце                 |
| ---------- | ------------------------------- | --------------------- |
| Пекін 2008 | естафета 4 × 200 вільним стилем | 1 (попередні запливи) |